# Coniopteryx (Scotoconiopteryx) torquata
Coniopteryx (Scotoconiopteryx) torquata is een insect uit de familie van de dwerggaasvliegen (Coniopterygidae), die tot de orde netvleugeligen (Neuroptera) behoort. 
Coniopteryx (Scotoconiopteryx) torquata is voor het eerst wetenschappelijk beschreven door Meinander in 1980.